# Three Chords & the Truth
Three Chords and the Truth es el cuadragésimo primer álbum de estudio del músico norirlandés Van Morrison, publicado el 25 de octubre de 2019 por la compañía discográfica Caroline International. A diferencia de trabajos anteriores como The Prophet Speaks y Versatile, que incluye mezcla de canciones nuevas con versiones de otros artistas de R&B y jazz, Three Chords and the Truth incluye únicamente composiciones de Morrison, con la excepción de "If We Wait for Mountains", coescrita con Don Black.

## Lista de canciones
Todas las canciones escritas y compuestas por Van Morrison excepto "If We Wait for Mountains", coescrita con Don Black. 
| N.º | Título                       | Duración |  |
| 1.  | «March Winds in February»    | 4:37     |  |
| 2.  | «Fame Will Eat the Soul»     | 4:51     |  |
| 3.  | «Dark Night of the Soul»     | 5:56     |  |
| 4.  | «In Search of Grace»         | 3:41     |  |
| 5.  | «Nobody in Charge»           | 4:12     |  |
| 6.  | «You Don't Understand»       | 6:17     |  |
| 7.  | «Read Between the Lines»     | 3:41     |  |
| 8.  | «Does Love Conquer All?»     | 4:42     |  |
| 9.  | «Early Days»                 | 3:40     |  |
| 10. | «If We Wait for Mountains»   | 2:42     |  |
| 11. | «Up on Broadway»             | 6:23     |  |
| 12. | «Three Chords and the Truth» | 5:00     |  |
| 13. | «Bags Under My Eyes»         | 4:05     |  |
| 14. | «Days Gone By»               | 7:43     |  |

## Posición en listas
| País                              | Posición |
| --------------------------------- | -------- |
| Alemania (Media Control Charts)   | 11       |
| Australia (ARIA)                  | 11       |
| Austria (Ö3 Austria)              | 8        |
| Bélgica (Ultratop flamenca)       | 14       |
| Bélgica (Ultratop valona)         | 57       |
| España (PROMUSICAE)               | 7        |
| Estados Unidos (Billboard 200)    | 57       |
| Estados Unidos (Top Rock Albums)  | 6        |
| Francia (SNEP)                    | 170      |
| Irlanda (IRMA)                    | 15       |
| Italia (FIMI)                     | 38       |
| Nueva Zelanda (Recorded Music NZ) | 20       |
| Países Bajos (Album Top 100)      | 18       |
| Portugal (AFP)                    | 23       |
| República Checa (ČNS IFPI)        | 74       |
| Suecia (Sverigetopplistan)        | 34       |
| Suiza (Schweizer Hitparade)       | 15       |
| Reino Unido (UK Albums Chart)     | 13       |